# Brecha digital en Brasil
La brecha digital en Brasil se refiere a todo tipo de impedimento al acceso, uso y oportunidades que brindan las herramientas e información que ofrece la interconectividad de Internet. La gran extensión de la región brasileña ocasiona que el acceso a este portal no sea equitativo para gran parte de la población, sumado a la desigualdad social y de oportunidades que viven los ciudadanos, véase por su condición geográfica, generacional y de género que sufren estos colectivos.

## Antecedentes
Según estudios realizados anualmente por la empresa Huawei, Brasil se encuentra en el ranking número #44 en el Índice de Conectividad Global (GCI correspondiente a sus siglas en inglés) durante el año 2020. Se tiene información de que hasta ese año un 73% de la población brasileña tenía acceso a internet.
Brasil hasta inicios del 2021 contaba con un aproximado de 160 millones de usuarios de internet, siendo el país con mayor cantidad comparado con los demás países de Latinoamérica.
Con respecto a la cobertura de internet en Brasil, la red Vivo Mobile es la que se encuentra más presente en el país. Comparando los distintos sectores del país, Sao Paulo y Río de Janeiro se destacan como los sectores con mayor cobertura de internet. 	
A pesar de que cada vez esta herramienta es más accesible en el mundo y en concreto en Brasil, aún existen problemas de conectividad, ya que el costo de internet podría suponer una barrera para su acceso. Pero en 2013 se vio un alza importante, demostrando que el acceso a esta herramienta ya no era solo para privilegiados, sino que aún faltaban habilidades para darle uso a este recurso y/o la falta de interés en esta herramienta. 

## Dimensiones

#### Brechas geográficas
En Brasil, el nivel de acceso a internet no es menor, ya que, según We Are Social y Hootsuite el 75% de la población tiene acceso a internet. De este porcentaje el 87,2% vive en zonas urbanas, es decir, que la gente que no tiene acceso a conexiones digitales por lo general vive lejos de las ciudades, cerca de las junglas o en zonas denominadas como de riesgo. 
La conectividad de las áreas urbanas es 24% más alta que la rural, dejándola con una clara desventaja para los usuarios de esas zonas debido a que presentan una baja en torno a la accesibilidad que pueden tener de esta herramienta.
La accesibilidad que tienen algunos sectores a los recursos digitales ofrecidos, muchas veces se ve afectada por las condiciones del terreno en el cual se ubican algunas regiones, tal es el caso del municipio de Ceará, esta zona será una de las primeras beneficiarias del aporte entregado por el gobierno. Este municipio es caracterizado por su difícil acceso.

#### Brecha de género
Al separar los usuarios de internet por género, se da en cuenta que no existen mayor segregación, ya que se tiene una variación de un 1% entre los porcentajes, los cuales son liderados por el sexo masculino; en cambio en el rango etario al juntar ambos géneros si se ocasiona una mayor distinción de la segregación, puesto que las diferencias porcentuales entre grupos etarios contemplan una mayor diferencia, siendo los mayores de 75 años los que poseen el rango más bajo dentro de los usuarios, con tan solo un 17% de uso de internet, esto seguido del grupo etario correspondiente a 25- 74 años con un 72%. Para finalizar, los últimos dos grupos etarios que abarcan desde los 25 años y descendiendo concentran el 92% y 83% en el uso de internet.

## Desarrollo digital
La infraestructura digital brasileña se ha caracterizado principalmente por estar atrasada a la demanda de sus habitantes, esta situación generaba mucha preocupación, por lo cual, en 2021 el gobierno comenzó a tomar cartas en el asunto y decidieron hacer una inversión de 28 mil millones de dólares para poder mejorar la conectividad de las personas a través de antenas 5G y 4G. Estas antenas serían distribuidas en 988 municipios, cada una de ellas en un inicio estaría abasteciendo internet para 100.000 habitantes. Dichas antenas serán subastadas para que las empresas puedan otorgar internet. Según el superintendente brasileño, esta inversión solucionaría el 90% del déficit actual en materia de conexión.
Se estima que, hasta el año 2020 en Brasil el 90% de su población tenía acceso a la red por el celular móvil, y el 85% poseía un teléfono móvil propio. Además, hasta el 2019, el 71% de los hogares contaban con acceso a internet, pero solo el 39% tenía una computadora en casa.
La última encuesta hecha por Dell Technologies en conjunto con Intel nos muestra que uno de los grandes desafíos de Brasil es la capacitación de su población en el manejo de herramientas digitales, para así poder aprovechar al máximo este recurso. Esta es una de las tantas barreras que existen según los encuestados. Con respecto a la capacitación, ya en el año 2016 había empresas que comenzaron a trabajar en soluciones para esta barrera y según los estudios, dicho esfuerzo dejó las siguientes estadísticas. 
Según el estudio realizado por el índice de transformación digital de Dell Technologies (DT index):
- El 70% se esfuerza por desarrollar internamente los conjuntos de habilidades y los conocimientos adecuados, como la enseñanza de programación, por ejemplo (en 2016 era 35,3%).
- El 67% de las empresas brasileñas ya utilizan tecnologías digitales para acelerar el desarrollo de nuevos productos y servicios (en 2016 eran 63,3%).
- El 67% de las empresas emplean medidas de seguridad y privacidad en todos los dispositivos, aplicaciones y algoritmos (en 2016 eran 50,3%).
- El 53% de las empresas ya adoptaron un desarrollo ágil (en 2016 eran el 42,7%).